# Zimovka
Zimovka (lat. Pyrrhula pyrrhula) ptica je koja pripada porodici Zeba (lat. Fringillidae), redu Vrapčarki (lat. Passeriformes).
U Hrvatskoj se još naziva kimplin, zimovka, gimpla, zimnica…

## Opis
Zimovka je velika od 14,5 do 16 cm. Leđa su joj svijetlo siva. Glava, vrat, rep i krila su izrazito crna. Kod mužjaka su prsa crvena, a kod ženki sivo-smeđa. Zimovka ima prodoran, duboki zvižduk "dju", koji je osnova tihog, škriputavog, često trosložnog zviždukavog pjeva. Za razliku od ostalih zeba, zimovke ne pjevaju lijepo.

## Prehrana
Odrasle zimovke hrane se sjemenjem mesnatog voća i biljaka, te pupoljcima i mladim izbojcima koje pronalaze u šumama, šikarama i voćnjacima. Roditelji svoje ptiće hrane beskralježnjacima.

## Razmnožavanje
Zimovke uglavnom svoje gnijezdo grade 1-2 m od tla, u grmlju, živici, niskom raslinju ili niskim granama smreke ili jele. Doba parenja traje od početka svibnja do sredine srpnja i u tom razdoblju jedan par može napraviti i do tri legla. Po svakom leglu ženka snese 4-5 jaja koja su svijetlo plava s tamnocrvenim točkicama. Na jajima leži 13-15 dana. Kada se nakon 13-15 dana izlegnu ptići, roditelji ih hrane kukcima i sjemenjem. Dok ženka leži u gnijezdu, mužjak ju hrani, a kasnije kada ptići ojačaju, i mužjak i ženka ih nastavljaju hraniti.

## Ponašanje
Zimovke se najčešće grupiraju u parove ili u manja obiteljska jata koja u proljeće mogu imati i do pedesetak jedinki. Najčešće se nalaze u šumama i rijetko ih se može vidjeti na tlu. Ako borave u blizini voćnjaka, hrane se mladim pupovima pa vrlo često naprave velike štete. Ako se razmnože, može se dogoditi da unište cijeli urod na nekom području. 

## Seoba
Većina zimovki se seli tijekom godine. Za vrijeme oštrih i hladnih zima, zimovke se sa sjevera i hladnijih krajeva sele se u niže i južnije krajeve. 

## Rasprostranjenost
Rasprostranjene su po cijeloj Europi i Aziji. Najčešće obitavaju u crnogoričnim i mješovitim šumama. Iznimka su Engleska i Japan gdje najčešće obitavaju u bjelogoričnim šumama, ali i blizu voćnjaka i vrtova koje se nalaze pored šume.

## Vanjske poveznice
- Tekst u Enciklopediji Leksikografskog zavoda Miroslav Krleža
- Opis zimovke na stranici Lifehabitats.com